# Куца (Сату Маре)
Куца (рум. Cuța) насеље је у Румунији у округу Сату Маре у општини Соконд. Oпштина се налази на надморској висини од 224 m.

## Становништво
Према подацима из 2002. године у насељу је живело 418 становника, од којих су сви румунске националности.